# Sentier de grande randonnée 400
Le GR 400 est un itinéraire pédestre composé de cinq boucles indépendantes, qui parcourt la région des Monts du Cantal dans le département du Cantal.

## Particularité
Le GR 400 fait le tour du volcan cantalien.

## Itinéraires[2]

### Boucle de vallée de laCère
Longueur : 38,5 km
Départ : Le Lioran

### Boucle de la vallée du Claux
Longueur : 22 km
Départ : Le Claux

### Boucle du cirque du Falgoux
Longueur : 39 km
Départ : Le Falgoux

### Boucle de la vallée de laJordanne
Longueur : 34 km
Départ : Mandailles

### Boucle de la vallée de l'Alagnon
Longueur : 45 km
Départ : Murat